# Stubenbrücke

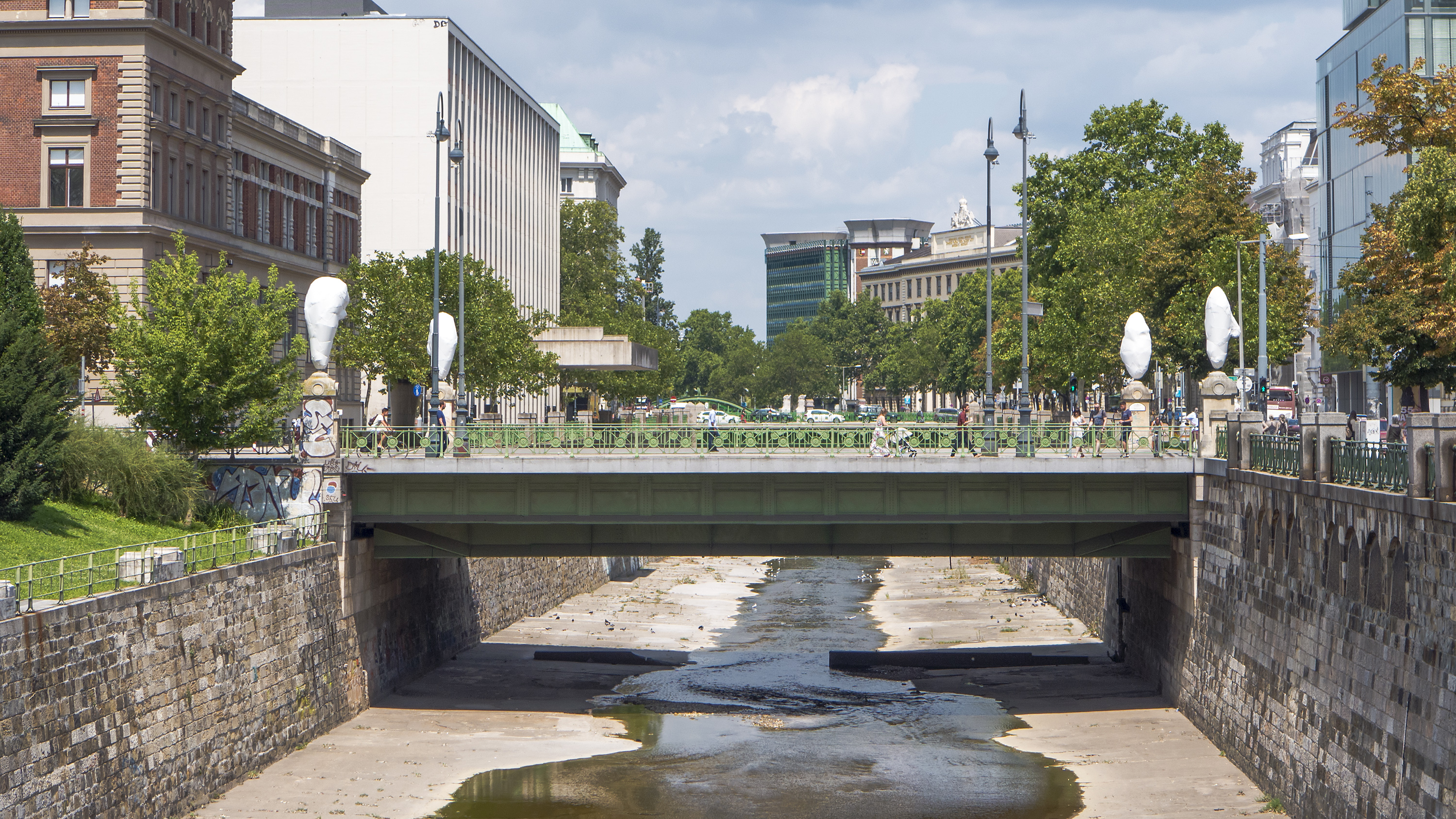
Die Stubenbrücke über den Wienfluss (mit den bis 2021 gezeigten Lemurenköpfen von Franz West)

Die Stubenbrücke ist eine Brücke über den Wienfluss und verbindet die beiden Wiener Gemeindebezirke Innere Stadt und Landstraße.

## Geschichte

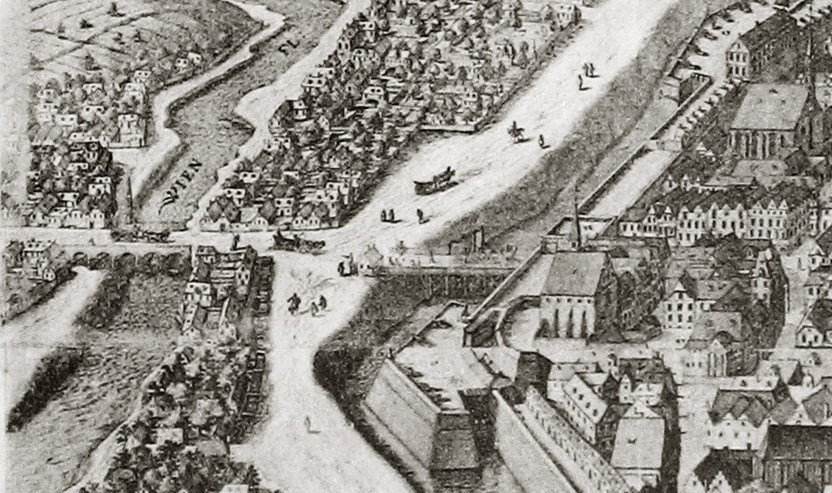
Ansicht der Stubentorbrücke und der Holzbrücke über den Stadtgraben im Jahr 1609

„Ansicht der Stubenthorbrücke vor Beginn der Arbeiten“

„Ansicht der neuen Stubenthorbrücke“

Seit spätestens Anfang des 15. Jahrhunderts befand sich an der Stelle der heutigen Stubenbrücke eine Brücke über der Wienfluss, über die man vom Stubentor der damaligen Wiener Stadtbefestigung zur Nikolaivorstadt, dem nahegelegenen Zisterzienserinnen-Kloster und zur Vorstadt Landstraße bzw. über die Ungargasse in Richtung Ungarn gelangen konnte. Diese Brücke wurde im Laufe der Jahrhunderte mehrmals umgebaut oder neu errichtet.
Als Ende des 19. Jahrhunderts der Wienfluss im Wiener Raum reguliert wurde, entstanden im Zuge dessen zahlreiche neue Brücken. Die Architekten Friedrich Ohmann und Josef Hackhofer, die später auch die Wienflussverbauung im Stadtpark gestalteten, entwarfen die Brückenneubauten zwischen Stadtpark und der Einmündung des Wienflusses in den Donaukanal, wo von 1899 bis 1900 die Radetzkybrücke, Kleine Marxerbrücke, der Zollamtssteg sowie anstelle der steinernen Stubentorbrücke die Stubenbrücke errichtet wurden. Die Eisenkonstruktion des Fachwerkträgers der Stubenbrücke wurde von Ignaz Gridl gefertigt.
Seither wurde die Brücke mehrmals renoviert und umgebaut, beispielsweise nach dem Zweiten Weltkrieg und 1959. Im Bereich der Stubenbrücke unterquert seit 1991 die U-Bahn-Linie U3 den Wienfluss.
Im Jahr 2001 wurden anlässlich der im benachbarten Museum für angewandte Kunst stattfindenden Ausstellung „Franz West: Gnadenlos“ vier von Franz West gestaltete „Lemurenköpfe“ auf den Pylonen der Stubenbrücke angebracht. Diese aus Aluminium und weißer Lackfarbe gefertigten Skulpturen sollten ursprünglich nur für die Dauer der Ausstellung die Brücke zieren, wurden jedoch dem MAK als Dauerleihgabe zur Verfügung gestellt und wurden zu einer permanenten Kunstinstallation auf der Stubenbrücke. Ende 2014 wurden die Lemurenköpfe zwecks Restaurierung abgebaut, die Wiederaufstellung erfolgte am 28. Jänner 2016. Die Leihgabe wurde am 9. Juni 2021 beendet; die Köpfe wurden an die Leihgeber retourniert.